# Vũ Ngọc Phan
Vũ Ngọc Phan (武玉璠, 1902-1987) là nhà văn, nhà nghiên cứu văn học hiện đại và văn học dân gian Việt Nam. Trong những năm đầu cầm bút, ông còn có bút danh là Chỉ Qua Thị.

## Tiểu sử và sự nghiệp
Vũ Ngọc Phan sinh ngày 8 tháng 9 năm 1902 tại Hà Nội. Nguyên quán là làng Đông Lão, xã Đông Cứu, huyện Gia Lương, tỉnh Bắc Ninh 
Xuất thân từ một gia đình nhà nho nghèo, cha là Vũ Kỳ Sâm (Quý Dậu, 1873 – 1928), thụy là Cung Ý, hiệu là Ấu Tùng, thường gọi là Cụ Huấn Ba, đỗ Tú Tài trường Nam Định năm 1909, làm Huấn Đạo Phù Cừ, sau làm Trợ tá Chương Mỹ. Thuở nhỏ, ông theo cha đến Hưng Yên và theo học chữ Hán. Từ năm 1920 đến năm 1929, Vũ Ngọc Phan chuyển sang học tiếng Pháp tại Hà Nội, đỗ tú tài Pháp ở tuổi 27.
Song với năng khiếu văn chương và tư tưởng tự do, ông không thích gò mình vào cuộc sống công chức nên đã chọn nghề dạy học tư, viết báo, viết văn và dịch sách.
Từ năm 1929 đến nửa đầu những năm 1940, Vũ Ngọc Phan cộng tác với nhiều tờ báo, tạp chí đương thời như các tờ: Pháp-Việt, Văn học, Nhật Tân, Phổ thông bán nguyệt san, Trung Bắc tân văn, Sông Hương.... Ngoài ra, ông còn từng là Chủ bút tờ Tuần báo Hà Nội tân văn, và là người chủ trương lập Nhà xuất bản Hà Nội.

Vũ Ngọc Phan lúc già.

Năm 1945, ông tham gia Tổng khởi nghĩa. Cách mạng tháng Tám (1945) thành công, Vũ Ngọc Phan cộng tác với tạp chí Tiên phong của Hội Văn hóa cứu quốc. Lần lượt, ông trải qua các chức vụ sau:
-Phó chủ tịch Đoàn văn nghệ Bắc bộ Việt Nam (tháng 12 năm 1945).
-Tổng thư ký Ủy ban vận động Hội nghị Văn hóa toàn quốc (tháng 11 năm 1946).
-Ủy viên thường trực Đoàn văn hóa kháng chiến liên khu IV (1947-1951).
-Ủy viên Ban nghiên cứu Văn Sử Địa (1951-1953).
Sau kháng chiến chống Pháp (1946-1954), Vũ Ngọc Phan tiếp tục công tác ở Ban Văn Sử Địa. Từ năm 1957, Vũ Ngọc Phan trở thành hội viên của Hội Nhà văn Việt Nam.
Năm 1959, khi Tổ văn học của Ban nghiên cứu Văn Sử Địa tách ra thành lập Viện Văn học, Vũ Ngọc Phan về công tác tại Viện, trở thành tổ trưởng tổ văn học dân gian (nay là phòng văn học dân gian và phòng văn học các dân tộc ít người) của Viện Văn học. 
Sau đó, Vũ Ngọc Phan được bầu làm Tổng thư ký, phụ trách cơ quan Hội Văn nghệ dân gian tại Đại hội Văn nghệ dân gian lần thứ nhất năm 1966.
Vũ Ngọc Phan mất ngày 14 tháng 6 năm 1987 tại Hà Nội, hưởng thọ 85 tuổi. Từ đó đến nay, tên ông đã được lấy đặt cho nhiều con đường, trường học trên khắp đất nước.

## Tác phẩm
Theo thống kê chưa đầy đủ, Vũ Ngọc Phan đã để lại các tác phẩm sau:

### Ký sự, nghiên cứu
- Trên đường nghệ thuật (tiểu luận, 1940).
- Nhìn sang láng giềng (ký sự, 1941).
- Thi sĩ Trung Nam (thi thoại, 1942).
- Nhà văn hiện đại (4 tập, 1942-1945).
- Con đường mới của thanh niên (nghiên cứu, 1944).
- Chuyện Hà Nội (bút ký, 1944).
- Tạp bút (bút ký, 1945).
- Những trận đánh Pháp (ký sự lịch sử, 2 tập, 1946).
- Sống ở muôn loài (biên soạn, 1946).
- Truyện cổ tích Việt Nam (sưu tầm, tuyển chọn, 1955). Từ lần in thứ ba (1957) đổi tên thành Truyện cổ Việt Nam.
- Tục ngữ ca dao dân ca Việt Nam (sưu tầm, nghiên cứu, 2 tập, 1956), được tái bản nhiều lần.
- Quả bầu kỳ lạ (tập truyện sưu tầm, tuyển giới thiệu, 1965).
- Tấm Cám (tập truyện, sưu tầm, tuyển, giới thiệu, 1966).
- Ca dao chống Mỹ (sưu tầm, tuyển chọn, 1968).
- Qua những trang văn (phê bình, tiểu luận, 1976).
- Những năm tháng ấy (hồi ký, 1987).

### Dịch, phóng tác
- Lâu đài họ Hạ (dịch tiểu thuyết của E.T.A. Hoffmann)
- Chọn bạn tình (dịch tiểu thuyết của E.T.A. Hoffmann)
- Châu đảo (dịch tiểu thuyết của Robert Louis Stevenson)
- An-na Kha-lệ-ninh (dịch tiểu thuyết Anna Karenina của Lev Tolstoy)
- Y-vân-hoa (dịch tiểu thuyết Ivanhoe của Walter Scott)
- Tiểu nhiên và Mị Cơ (dịch tiểu thuyết Tristan và Iseut theo phóng tác của Joseph Bédier).
- Mưu đàn bà (phóng tác truyện Ả rập theo bản dịch của Mac-rus),
- Tấm gương nhỏ (dịch truyện dân gian Nhật Bản và Ả Rập).
- Người Xô viết chúng tôi (dịch tác phẩm của Boris Polevoy).

Ngoài ra, ông còn soạn chung bộ Sơ thảo lịch sử văn học Việt Nam (Quyển I, 1957; Quyển V, 1960), làm Chủ biên bộ Truyện cổ dân gian các dân tộc Việt Nam (1961) và bộ Hợp tuyển văn học Việt Nam (1972).
Năm 2010, Nhà xuất bản Văn học cho in Vũ Ngọc Phan toàn tập, gồm 5 tập (không bao gồm truyện dịch và phóng tác).

## Sự nghiệp văn chương
Trước 1945, Vũ Ngọc Phan được nhiều nhiều người biết tiếng qua bộ sách Nhà văn hiện đại. Trong đó, nhiều nhận định của ông cho tới nay vẫn còn giá trị. Sau đấy, đáng chú ý hơn cả là cuốn Tục ngữ ca dao dân ca Việt Nam. Sách có giá trị nhiều mặt, được tái bản nhiều lần.
Ghi nhận công lao và sự nghiệp của Vũ Ngọc Phan, năm 1996, ông được xét tặng Giải thưởng Hồ Chí Minh đợt 1 cho những cụm công trình về văn nghệ dân gian .

## Gia đình
Người bạn đời của Vũ Ngọc Phan là nhà thơ Hằng Phương, con gái nhà văn Sở Cuồng Lê Dư. Ông bà cũng là thân sinh của nhà khoa học nông nghiệp, Giáo sư viện sĩ Vũ Tuyên Hoàng, họa sĩ Vũ Giáng Hương, GS.TS Nông nghiệp Vũ Triệu Mân, Vũ Ngọc Phương Chủ tịch Hội Khoa học phát triển nguồn Nhân Lực – Nhân Tài Việt Nam.

## Sách tham khảo
- Phần "Tiểu sử Vũ Ngọc Phan" in đầu bộ sách Vũ Ngọc Phan toàn tập. Nhà xuất bản Văn học, 2010.
- Trung tâm Khoa học Xã hội và Nhân văn Quốc gia, Viện Văn học, 50 năm xây dựng và phát triển. Nhà xuất bản Khoa học Xã hội, Hà Nội, 2003. trang 98.
- Trần Hữu Tá, mục từ "Vũ Ngọc Phan" in trong Từ điển Văn học (bộ mới). Nhà xuất bản Thế giới, 2004.